# Burgstall Haushausen
Der Burgstall Haushausen ist eine abgegangene mittelalterliche Höhenburg auf dem „Schlossberg“ in Haushausen, einem Gemeindeteil des Marktes Wolnzach im Landkreis Pfaffenhofen an der Ilm von Bayern. Die Anlage wird als Bodendenkmal unter der Aktennummer D-1-7435-0009 als „Burgstall des Mittelalters“ geführt.

## Beschreibung
Der Burgstall der Herren von Haushausen liegt auf einem nach Norden weisenden Vorsprung auf 446 m ü. NHN 700 m nordöstlich der Filialkirche St. Georg in Haushausen. Im Urkataster von Bayern ist eine ovale Anlage mit 50 m in West-Ost-Richtung und 60 m in Nord-Süd-Richtung zu erkennen und es ist von „Spuren einer Ruine“ die Rede. Die Kernburg besitzt einen halbkreisförmigen Innenraum, Randwälle sind an der Nord-, Ost- und Südseite vorhanden, ebenso ein vorgelagerter Graben; die Vorburg ist im südlichen Abschnitt des äußeren Grabens gelegen und weist noch niedrige Wall- und Grabenreste auf. Die Anlage ist heute durch den Waldbestand schwer erkennbar.